# Megalopaussus amplipennis
Megalopaussus amplipennis – gatunek chrząszcza z podrodziny Paussinae, rodziny biegaczowatych. Jedyny przedstawiciel rodzaju Megalopaussus. Chrząszcze te występują w północno-wschodniej Australii.